# Birmingham Snow Hill
Birmingham Snow Hill – stacja kolejowa w Birmingham, w Anglii. Stacja posiada 2 perony.